# Cranz’sches Haus

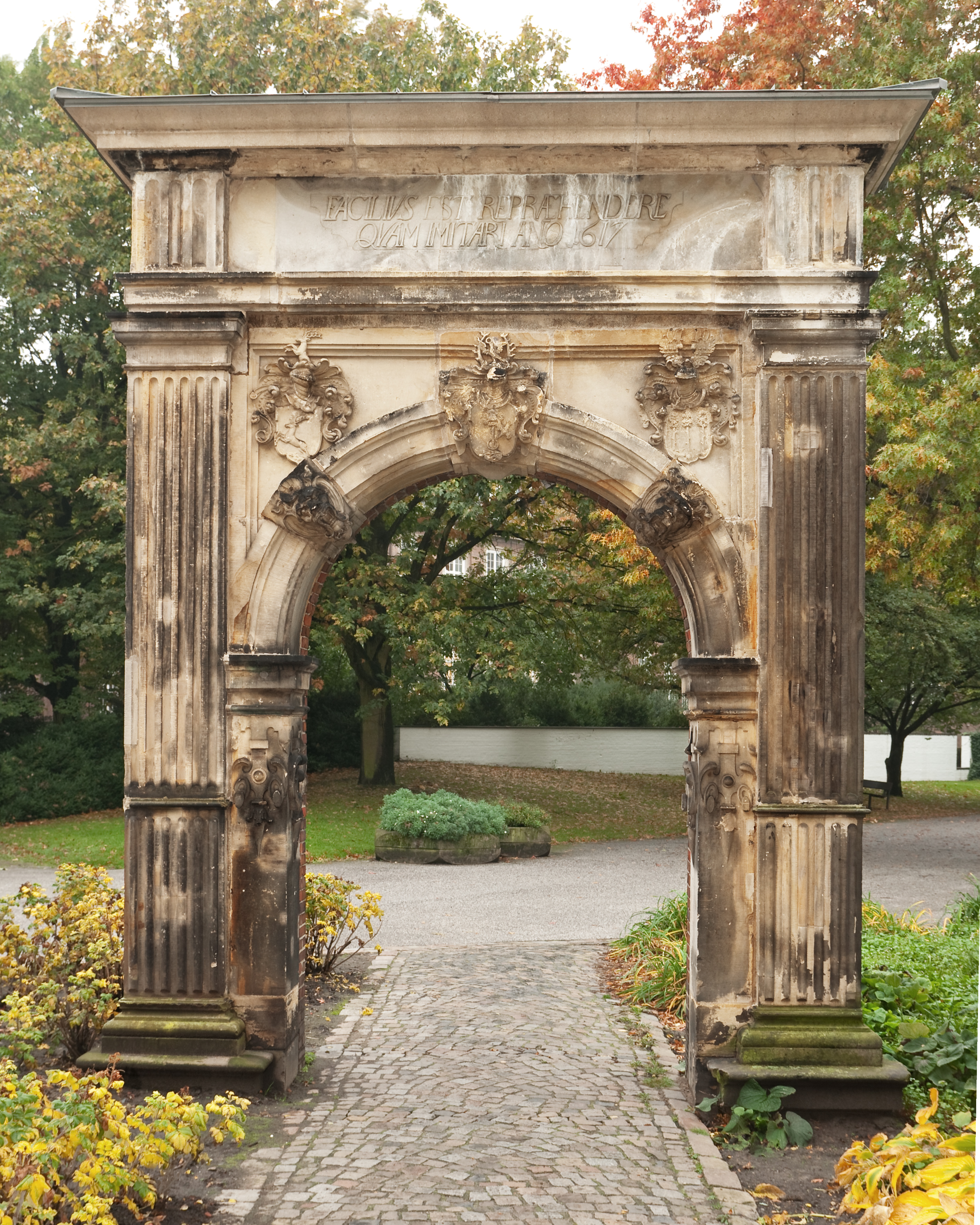
Portal des ehemaligen Hauses in den Hamburger Wallanlagen

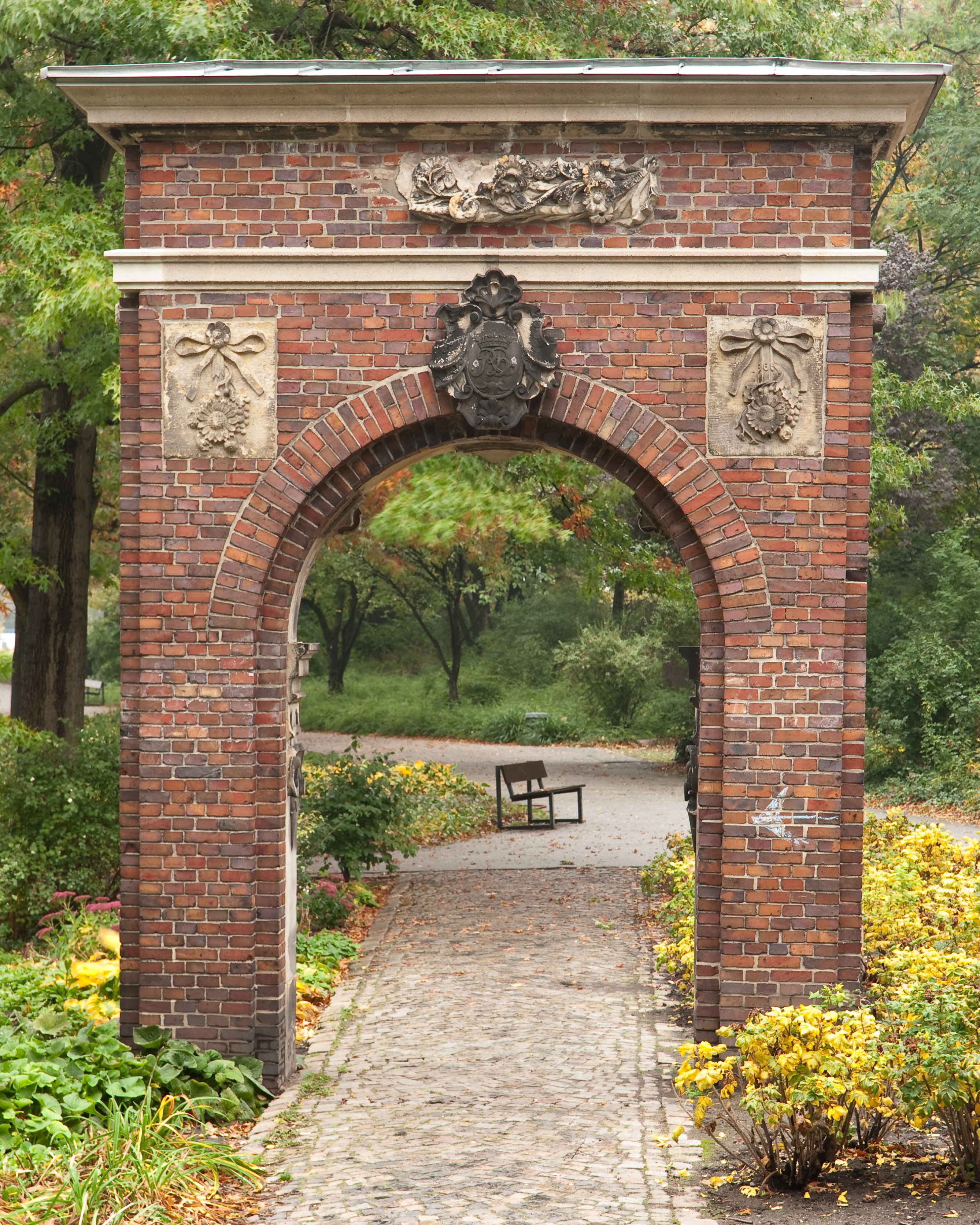
Rückseite des in den Hamburger Wallanlagen aufgestellten Portals mit Architekturelementen von weiteren Häusern

Das Cranz'sche Haus oder Haus Große Reichenstraße 49, wegen seiner Fassadenfarbe auch das Rote Haus genannt, war ein Hamburger Bürgerhaus im Gebiet der Hamburger Altstadt. Das Haus wurde 1617 vom Oberalten Jürgen Schrötteringk in der Großen Reichenstraße errichtet und 1890 abgebrochen. Erhalten ist das Portal. Es befindet sich heute als Architekturfragment in den Hamburger Wallanlagen in der Nähe des Museums für Hamburgische Geschichte.

## Fassade
Das Haus wurde im Stil der niederländischen Renaissance errichtet. Eine Zeichnung aus dem Jahr 1889 zeigt ein fünfstöckiges Gebäude, dessen Fassade durch Säulen und Gesimse gegliedert und von einem Giebel bekrönt wird. Am Portal befinden sich kannelierte, dorische Pilaster. Im Portalbogen sind zwei Löwenköpfe mit aufgerissenen Mäulern und das Wappen des Erbauers Schrötteringk angebracht. Es zeigt eine Taube mit einem Ring im Schnabel, die diesen über einen Baum stülpt. In den Bogenzwickeln befinden sich die Wappen, der beiden Ehefrauen von Jürgen Schrötteringk: rechts das Wappen der Familie Hartiges (ein sich aufbäumender Hirsch) und links die Familie vom Holte (drei Bäume). Im Architrav befindet sich ein Sinnspruch und das Baudatum: Facilius est repraehendere quam imitari Ano 1617 (Es ist leichter zu tadeln, als nachzuahmen).

## Geschichte
Bei den Hamburgern galt das Haus im 17. Jahrhundert als Spukhaus, weil sich ein dort wohnender Bürger den Höllenmächten verschrieben haben soll, die ihm willfährige Dienstgeister geschickt haben. In einer Sage wird die intensive rote Fassadenfarbe auf das Blut eines Selbstmörders zurückgeführt. Zu Beginn des 19. Jahrhunderts soll im Haus ein Gasthaus geführt worden sein und später dann die bekannte Musikalienhandlung Cranz, weshalb es auch als Cranz'sches Haus bezeichnet wird.